# 金弘植
金 弘植（キム・ホンシク、1909年3月1日 - 1974年2月21日）は、日本統治時代の朝鮮および大韓民国の政治家、官僚。

## 生涯
忠清南道牙山郡にて誕生。1931年に京城法学専門学校卒業。1932年に朝鮮弁護士試験合格。1932年に高等文官試験司法科および行政科に合格。朝鮮総督府の官吏として勤務し、1938年に平安南道陽徳郡郡守、続いて京畿道富川郡郡守を務めた。
第二次世界大戦終戦後は、京畿道鉱工局長（1945年）、司法委員（1956年）、忠清南道知事（1960年-1961年）、法制処次長（1961年）、民主共和党ソウル市事務局長（1963年）、無任所長官（1963年-1964年）、逓信部長官（1964年-1965年）、ソウル新聞社長（1965年）、民主共和党中央委員（1965年）を歴任。